# Imigração brasileira na Nigéria
Os brasileiros na Nigéria consistem principalmente de descendentes de escravos afro-brasileiros libertados que deixaram o Brasil e se estabeleceram na Nigéria, bem como expatriados do Brasil.
A partir da década de 1830, muitos africanos emancipados que haviam passado por trabalho forçado e discriminação no Brasil começaram a se mudar para Lagos levando consigo algumas sensibilidades culturais e sociais adaptadas de sua permanência na América Latina. Estes africanos emancipados eram frequentemente chamados de "Agudás" ou 'Maro' e também incluíam retornados de Cuba.
A primeira repatriação registrada de africanos do Brasil para o que hoje é a Nigéria foi uma deportação liderada pelo governo em 1835, depois de uma rebelião liderada por iorubás e hauçás na cidade de Salvador, conhecida como a Revolta dos Malês.
Depois que a escravidão foi abolida no Brasil e em Cuba em 1886 e 1888, respectivamente, a migração para Lagos continuou. Muitos dos ex-escravos escolheram retornar à Nigéria por motivos culturais, religiosos e econômicos. Muitos deles descendiam dos iorubás. Em Lagos, eles receberam os terrenos aquáticos de Popo Aguda como seu assentamento. Na década de 1880, eles representavam cerca de 9% da população de Lagos. No final de 1920, a migração parou.